# Norman Uprichard
William Norman McCourt Uprichard (Lurgan, 1928. április 20.  – Brighton, 2011. január 31.) északír válogatott labdarúgó. 

## Pályafutása

### Klubcsapatban
1948-ban leigazolt az Arsenal, melynek egy évig volt a játékosa, de az első csapatban sosem lépett pályára. 1949 és 1953 között a Swindon Town csapatában játszott. 1953 és 1959 között a Portsmouth kapuját védte. 1959 és 1960 között a Southend United együttesében szerepelt. 

### A válogatottban
1951 és 1958 között 18 alkalommal szerepelt az északír válogatottban. Részt vett az 1958-as világbajnokságon, de nem játszott egyetlen mérkőzésen sem.

## Sikerei, díjai
Arsenal FC
- Angol szuperkupagyőztes (1): 1948